# Ctenucha circe
Ctenucha circe là một loài bướm đêm thuộc phân họ Arctiinae, họ Erebidae.

## Hình ảnh

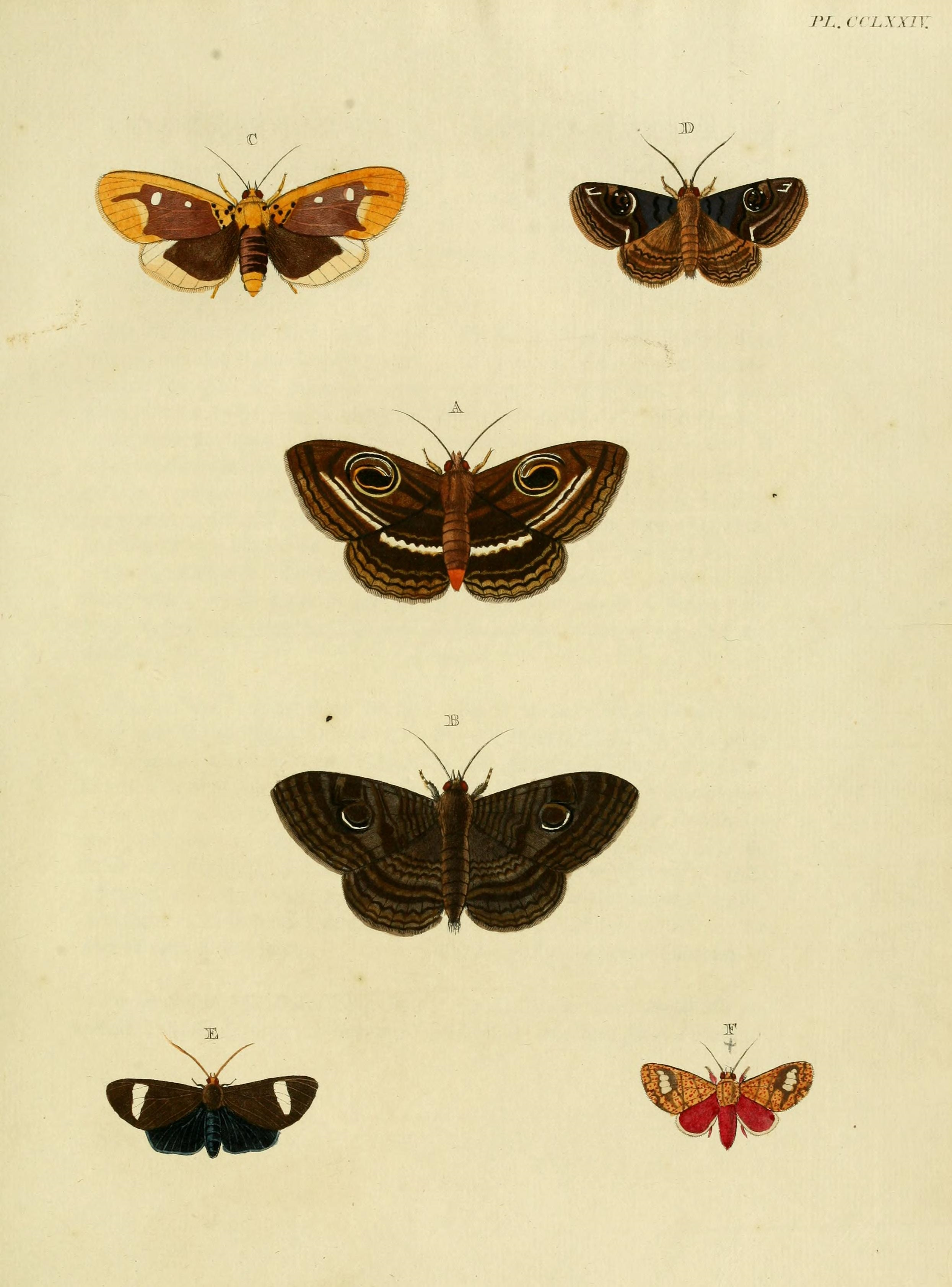